# Officiële talen van de Verenigde Naties
De officiële talen van de Verenigde Naties zijn de zes talen die gebruikt worden in VN-vergaderingen en waarin alle officiële documenten geschreven worden, wanneer het budget toereikend is.
Het zijn:
- Arabisch (Literair Arabisch)
- Chinees (Standaard Chinees, Vereenvoudigde Chinese karakters)[1][2]
- Engels (Britse spelling)[3]
- Frans
- Russisch
- Spaans

## Beschrijving
Deze talen worden gebruikt op vergaderingen van allerlei VN-organen, met name de Algemene Bijeenkomst (Artikel 51 van haar Rules of Procedure), de Economische en Sociale Raad, en de Veiligheidsraad (artikel 41 van de Rules of Procedure). Elke afgevaardigde van een land mag in een van deze zes talen spreken. Spreekt hij een andere taal dan moet er voor vertaling worden gezorgd in een van de zes officiële talen. De VN voorziet in simultane interpretatie van de ene officiële taal in een van de andere vijf officiële talen, via de United Nations Interpretation Service.
De zes officiële talen worden ook gebruikt voor de uitgave van officiële documenten. Totdat een document beschikbaar is in alle zes de officiële talen, wordt het niet gepubliceerd. Over het algemeen gelden de teksten in alle zes de talen als even gezaghebbend.
Volgens critici wordt er door de Verenigde Naties te veel op het Engels geleund vergeleken met de andere vijf officiële talen. Spaanssprekende deelstaten hebben dit formeel aangekaart bij de secretaris-generaal in 2001.
Toenmalig secretaris-generaal Kofi Annan antwoordde toen dat een volledig gelijke rol voor de zes officiële talen onmogelijk was binnen de huidige budgetbeperkingen, maar dat hij desondanks grote waarde hechtte aan het verbeteren van de linguïstische balans.
In 2008 en 2009 hebben resoluties van de Algemene Bijeenkomst er bij het secretariaat op aangedrongen om de gelijke rol van de zes officiële talen te respecteren, vooral bij het naar buiten brengen van openbare informatie.
Op 8 juni 2007 heeft de Algemene Raad bij resoluties over het management van menselijke middelen "het opperste belang van de gelijke status van de zes officiële talen" benadrukt en aan de secretaris-generaal verzocht "ervoor te zorgen dat vacatures een van de werktalen van het Secretariaat vereisen, tenzij de post een specifieke werktaal vereist".
Het recentste rapport van de secretaris-generaal over meertaligheid werd uitgegeven op 4 oktober 2010.
Als reactie heeft de Algemene Raad op 19 juli 2001 resolutie nr. A/RES/65/311 aangenomen over multilingualisme, opnieuw een beroep doende op de secretaris-generaal om ervoor te zorgen dat alle zes de officiële talen even gunstige werkcondities en bronnen krijgen. De resolutie merkte bezorgd op dat de meertalige ontwikkelingen van de VN-website langzamer verliepen dan gepland.
De zes officiële talen van de VN zijn de eerste of tweede taal van 2,8 miljard mensen op de planeet, minder dan de helft van de wereldbevolking. In meer dan de helft van alle naties van de wereld (meer dan 100) is een van de zes talen een officiële taal.

## Taaldagen bij de VN
In 2010 kondigde de VN-afdeling van publieke informatie een initiatief van zes taaldagen aan verspreid over het jaar en een voor elke officiële taal met het doel de linguistische diversiteit te vieren en te leren over het belang van interculturele communicatie. De dagen en hun historische belang zijn:
- VN Arabische Taaldag: 18 december (de datum op welke de Algemene Bijeenkomst van de Verenigde Naties Arabisch als zesde officiële taal aan de Verenigde Naties toevoegde in 1973);[5][6]
- VN Chinese Taaldag: voor het eerst gevierd op 12 november[7][8] tegenwoordig op 20 april (als eerbetoon aan Cang Jie[9])
- VN Engelse Taaldag: 23 april (de datum die traditioneel gezien wordt als de geboortedag van William Shakespeare[10])
- VN Franse Taaldag: 20 maart (correspondeert met Journée internationale de la Francophonie[11])
- VN Russische Taaldag: 6 juni (de geboortedag van Alexander Pushkin)[5][6]
- VN Spaanse Taaldag: 12 oktober (gevierd in de Spaanssprekende wereld als "Día de la Hispanidad" of "Día de la Raza"; vergelijkbaar met Columbus Day)[6][12]